# 乍得國徽
乍得國徽啟用於1970年，中心圖案為盾形，繪有藍黃相間的鋸齒紋，代表乍得湖。上方有一輪14道光芒的太陽，象徵十四個省。左右有代表南北（一說是野生動物和畜牧業）的野山羊和獅子守護。下懸國家勳章。飾帶上書以國家格言「團結、勞動、進步」。守護獸和飾帶上皆有紅色向上的箭頭，象徵進步。